# Valdelosa
Valdelosa est une commune de la province de Salamanque dans la communauté autonome de Castille-et-León en Espagne.

## Les Hospitaliers
À partir du XIIIe siècle, Zamayón devient une commanderie des Hospitaliers de l'ordre de Saint-Jean de Jérusalem au sein de la langue d'Espagne dont dépendait Casasola (es), La Izcalina, Valdelosa et Zamocino,.